# Ukyo Eguchi
Ukyo Eguchi (江口卯吉 Eguchi Ukyo?,  1884 -?) fue un militar del Ejército Imperial Japonés. Ostentaba el rango de Teniente Coronel de Infantería. También tenía títulos en artes marciales, siendo instructor de bayoneta de la Dai Nippon Butokukai, instructor de kendo y hanshi de kendo.
Biografía: Nació en la prefectura de Kumamoto. Desde su infancia, fue discípulo de Noda Chosaburo de la escuela Shin'in-ryu. En 1913 ingresó a la Academia Militar de Toyama. En 1918 recibió el certificado de refinamiento en kendo de la Dai Nippon Butokukai. Ascendió a instructor de bayoneta en 1925 y a instructor de kendo en 1926. Junto a Ito Seiji, formó una destacada dupla en el kendo del Ejército Imperial, y brindó instrucción de kendo en la Academia Militar de Toyama, la Academia de Oficiales del Ejército y el Gakushuin.
En 1934 participó en la categoría designada para destacados competidores del evento de artes marciales celebrado en conmemoración del nacimiento del Príncipe Heredero. En la fase de clasificación, compitió contra Hashimoto Togo, Tsuruta Mitsuo e Ito Seiji, obteniendo 2 victorias y 1 derrota ante Ito. Luego ganó la final contra Hashimoto e Ito, ambos empatados, y fue derrotado por Yamamoto Chujiro en el torneo.
En 1940 participó en la categoría designada para destacados competidores del evento de artes marciales celebrado en conmemoración de los 2600 años de la fundación del Imperio. En la fase de clasificación, compitió contra Morita Bunto, Takashima Eikichi y Horikiri Genichi, obteniendo 2 victorias y 1 derrota ante Takashima. Luego ganó la final contra Horikiri, quien también estaba empatado, y fue derrotado por Ono Jusei en el torneo.

## Obras escritas
- "Estudio de los movimientos aplicados de la esgrima de espada de doble mano y de bayoneta" - Colección Digital de la Biblioteca Nacional de la Dieta de Japón.
- "Estudio de los utensilios de kendo" - Colección Digital de la Biblioteca Nacional de la Dieta de Japón.
- "Esgrima de bayoneta" - Asociación de Artes Marciales de Defensa Nacional.